# 宁洱哈尼族彝族自治县
宁洱哈尼族彝族自治县是中华人民共和国云南省普洱市下属的一个自治县。原名普洱哈尼族彝族自治县，2007年4月8日更名为宁洱哈尼族彝族自治县。全县面积3666平方千米，2020年总人口16.27万人，县人民政府驻宁洱镇。

## 行政区划
宁洱哈尼族彝族自治县下辖6个镇、3个乡：
宁洱镇、勐先镇、磨黑镇、德化镇、同心镇、梅子镇、德安乡、普义乡和黎明乡。

## 经济
2022年，宁洱县生产总值达77.95亿元，按可比价格计算，比上年增长4.1%。其中第一产业增加值20.07亿元，增长5.5%；第二产业增加值20.96亿元，增长5.4%；第三产业增加值36.92亿元，增长2.7%。三次产业结构为25.7∶26.9∶47.4。人均生产总值49,229元。城乡常住居民人均可支配收入分别为38,914元、15,298元。职工年平均工资106,895元。地方一般公共预算收入3.72亿元，人均2,348元。地方一般公共预算支出20.47亿元，人均12,926元。

## 人口
2020年第七次人口普查结果，宁洱哈尼族彝族自治县总人口（常住人口）共有162,711人，城镇人口68,881人（占42.33%），乡村人口93,830人（占57.67%）。共有男性84,619人、女性78,092人，性别比为108.36。0—14岁人口共26,956人（占16.57%），15—59岁人口共104,204人（占64.04%），60岁及以上人口共31,551人（占19.39%），其中65岁及以上人口共22,996人（占14.13%）。大学专科学历及以上人口有13,428人，15岁以上的文盲有5,407人，占15岁以上人口的3.98%。

## 交通
- 昆磨高速、 213国道、 323国道过境。
- 215国道終点。
- 玉磨鐵路：宁洱站